# Nicolaus Ljurenius
Nicolaus Ljurenius (tidigare Wetensis), född i Hovs församling, Östergötlands län, död 1669 i Gårdeby församling, Östergötlands län, var en svensk präst.

## Biografi
Nicolaus Ljurenius var son till kyrkoherden Nicolaus Petri Liurénius och Marie Olofsdotter i Hovs församling. Han blev 21 maj 1614 student vid Uppsala universitet och prästvigdes 31 maj 1620 till predikobiträde i Veta församling. Han kallades under denna tid Wetensis. Ljurenius blev 1627 komminister i Kvillinge församling och 31 juli 1638 kyrkoherde i Gårdeby församling. Han lämnade pastoratet till sin efterträdare Nicolaus Insulpontanus 1665. Ljurenius avled 1669 i Gårdeby församling och begravdes den 14 maj samma år.

### Familj
Ljurenius gifte sig med Karin Jonsdotter (död 1671). De fick tillsammans barnen Sara Ljurenius som var gift med kyrkoherden Nicolaus Insulpontanus i Gårdeby församling och Kirstin Ljurenius som var gift med kollega N. Fegrenius vid Linköpings trivialskola.